# Beggs
Beggs – miasto w Stanach Zjednoczonych, w stanie Oklahoma, w hrabstwie Okmulgee.